# Чегодар Василь Дмитрович
Васи́ль Дми́трович Чегода́р (нар. 25 листопада 1918, Червоний Яр — пом. 27 жовтня 1989, Київ) — український радянський живописець; член Спілки радянських художників України. Заслужений художник УРСР з 1982 року.

## Біографія
Народився 25 листопада 1918 року в селі Червоному Яру (нині Подільський район Одеської областів, Україна). В 1939 році закінчив Пермське художнє училище. З 1941 року навчався в Київському художньому інституті у С. Григор'єва, Ф. Міхеєва, Є. Шуйського.
Жив у Києві, в будинку на вулиці Великій Підвальній, № 16, квартира 19. Помер у Києві 27 жовтня 1989 року. Похований в Києві на Міському кладовищі «Берківцях».

## Творчість
Працював в галузі станкового живопису. Писав пейзажі (головним чином Києва), натюрморти. Серед робіт:
- «Троянди» (1956);
- «Море» (1957);
- «Київ. Там, де було Козяче болото» (1963);
- «Річка Тиса» (1963);
- «Вишеньки» (1967);
- «Київ будується» (1967);
- «Річка Ірпінь» (1967);
- «Київ. Квітень» (1969);
- «Київ. Над Дніпром» (1971);
- «Дніпро» (1980);
- «Київські каштани» (1980);
- «Пару імені Тараса Шевченка в Києві» (1981);
- «Давній і вічно юний Київ» (1984—1985);
- «Прощавайте, кримські виноградники» (1989);
- «На Київщині» (1989);
- «Літній натюрморт» (1989).

Брав участь у республіканських виставках з 1949 року, всесоюзних — з 1961 року. Індивідуальні виставки відбулися в Києві у 1946, 1962 і 1982 роках.

## Література

Надгробок.